# Marque x souscrite
Cette page contient des caractères spéciaux ou non latins. S’ils s’affichent mal (▯, ?, etc.), consultez la page d’aide Unicode.
La marque x souscrite est un signe diacritique utilisée dans l’Alphabet phonétique ouralien.

## Utilisation
Dans De pronuntiatione linguae gallicae, une description de la prononciation du français publiée en 1580, Claude de Sainliens utilise la marque x souscrite et la marque x suscrite pour marquer les lettres muettes : « a͓ b͓ c͓ d͓ e͓ f͓ g̽ h͓ i͓ l͓ n͓ p̽ q̽ ſ͓ s͓ t͓ ſ͓t͓ x͓ z͓ ».
Dans l’alphabet phonétique proposé par John Wesley Powell en 1880 pour la transcription des langues amérindiennes, les lettres culbutées peuvent être indiquées avec la marque x sous les lettres, par exemple h͓ l͓ pour ɥ ꞁ.
Dans l’Alphabet phonétique ouralien de Sovijärvi et Peltola, le signe est décrit comme indiquant « l’enrouement ou la difficulté du son », par exemple dans la transcription du mot ingrien de Soikkola rīɦi͓ppapɪ.
Dans la transcription phonétique Teuthonista utilisée dans le Sprachatlas von Niederbayern (de) (SNiB) [Atlas linguistique de Basse-Bavière], la marque x souscrite et la double marque souscrite sont utilisées, par exemple dans la transcription de Mist tel que prononcé dans certaines localités : mî᪷ʃ᪵d͈, mi᪷s͈t͓h.
Son caractère Unicode est U+0353 combining x below(diacritique x souscrit en français).